# ریکاچوو
ریکاچوو (به صربی: Rikačevo) یک منطقهٔ مسکونی در صربستان است که در بوسیلگراد واقع شده‌است. ریکاچوو ۱۰۹ نفر جمعیت دارد.